# Enebrales de Punta Umbría
Enebrales de Punta Umbría este o arie protejată (sit de importanță comunitară — SCI) din Spania întinsă pe o suprafață de 187,57 ha, integral pe uscat.

## Localizare
Centrul sitului Enebrales de Punta Umbría este situat la coordonatele 37°11′43″N 6°59′52″W / 37.1953°N 6.9979°V.

## Înființare
Situl Enebrales de Punta Umbría a fost declarat sit de importanță comunitară în decembrie 1997 pentru a proteja 2 specii de plante și 3 specii de animale.

## Biodiversitate
Situată în ecoregiunile marină Atlantică și mediteraneană, aria protejată conține 6 habitate naturale: Dune de coastă cu Juniperus spp., Dune mobile de-a lungul țărmului cu Ammophila arenaria („dune albe”), Dune cu tufărișuri sclerofile Cisto-Lavenduletalia, Dune de coastă fixe cu vegetație erbacee („dune gri”), Dune împădurite cu Pinus pinea și/sau Pinus pinaster, Vegetație anuală la limita mareei.
La baza desemnării sitului se află mai multe specii protejate:
- plante (2): Gaudinia hispanica, Thymus carnosus
- mamifere (2): vidră de râu (Lutra lutra), râs iberic (Lynx pardinus)
- reptile (1): Mauremys leprosa

Pe lângă speciile protejate, pe teritoriul sitului au mai fost identificate 8 specii de plante.